# Maurienne Savoie Basket
Le Maurienne Savoie Basket était un club de basket-ball français créé en 1969 et basé à Aiguebelle à l'entrée de la vallée de la Maurienne.

## Histoire
Le Maurienne Savoie Basket est créé en 1969.
Le club parvient à atteindre le niveau professionnel en intégrant la Pro B vingt-quatre ans après sa création.

### Champion de France de Pro B en 1997
Après quatre années au sein du championnat, le club devient champion de France de Pro B en 1997 après une victoire en finale face aux Toulouse Spacer's.
Le club remporte également deux fois le Trophée du Futur (Pro B) en 2000 et 2004.

### Fusion avec la Jeunesse Sportive Aixoise en 2005
En 2005, le Maurienne Savoie Basket et la Jeunesse Sportive Aixoise basé à Aix-les-Bains fusionnent pour des raisons économiques et sportives et donnent naissance au Aix Maurienne Savoie Basket.

## Palmarès
| Compétitions nationales                              | Compétitions de jeunes                                  |
| Championnat de France de Pro B - Champion (1) : 1997 | Trophée du Futur (Pro B) - Vainqueur (2) : 2000 et 2004 |

## Personnalités du club

### Entraîneurs
- En cours de saison 1992-1993 :  Patrick Maucouvert
- 1995-1999 :  Patrick Maucouvert

### Joueurs emblématiques
- Jim Bartels[5] (1995-1997)
- Stanley Brundy[6] (1996-1997)
- Benoît Georget[7] (1995-1997)